# Frank Cappa
Frank Cappa è una serie a fumetti ideata da Manfred Sommer e pubblicata in Argentina negli anni ottanta.

## Storia editoriale
La serie esordì nel giugno 1981 sulla rivista spagnola Cimoc. Venne pubblicata anche in Italia, dal marzo 1982, sulla rivista L'Eternauta e poi ristampate dall'Eura Editoriale sulla rivista Lanciostory e poi in volume nella collana Euracomix. In Francia è stata pubblicata in una serie di volumi editi da Les Humanoïdes Associés.

## Personaggio
Il protagonista delle seria è Frank Cappa, un reporter che documenta gli orrori delle zone di guerra. Le storie sono ambientare in luoghi dove si combattono guerre poco note, portate avanti da mercenari: inizialmente in Africa, nella prima serie di episodi (sottotitolata Memorie di un inviato speciale), e poi in Brasile, in Vietnam e in Nicaragua.